# Dungannon Swifts Football Club
Dungannon Swifts F.C. é uma equipe norte-irlandês de futebol com sede em Dungannon. Disputa a primeira divisão da Irlanda do Norte (Campeonato Norte-Irlandês de Futebol).
Seus jogos são mandados no Stangmore Park, que possui capacidade para 5.000 espectadores.

## História
O Dungannon Swifts F.C. foi fundado em 1949.

## Títulos
- Copa da Irlanda do Norte de Futebol: 2024-25

## Uniformes

### 1º Uniforme
| 2020–2021 | 2018–2020 | 2017–2018 | 2016–2017 |

### 2º Uniforme
| 2020–2021 | 2018–2020 | 2017–2018 | 2016–2017 |